# Epidauria africanella
Epidauria africanella är en fjärilsart som beskrevs av Turati 1934. Epidauria africanella ingår i släktet Epidauria och familjen mott. Inga underarter finns listade i Catalogue of Life.